# Panteriek
Panteriek is een bestuurslaag in het regentschap Banda Aceh van de provincie Atjeh, Indonesië. Panteriek telt 3717 inwoners (volkstelling 2010).